# Sphenomorphus buettikoferi
Espèce
Synonymes
- Lygosoma buettikoferi Lidth De Jeude, 1905
- Lygosoma buttikoferi Lidth De Jeude, 1905
- Sphenomorphus buttikoferi (Lidth De Jeude, 1905)

Sphenomorphus buettikoferi est une espèce de sauriens de la famille des Anguidae.

## Répartition
Cette espèce est endémique du Kalimantan en Indonésie.

## Étymologie
Cette espèce est nommée en l'honneur de Johann Büttikofer (1850–1927).

## Publication originale
- Lidth de Jeude, 1905 : Zoological results of the Dutch Scientific Expedition to Central-Borneo. The reptiles. Notes from the Leyden Museum, vol. 25, no 4, p. 187-202 (texte intégral).